# Gonomyia kiandra
Gonomyia kiandra är en tvåvingeart som beskrevs av Günther Theischinger 1994. Gonomyia kiandra ingår i släktet Gonomyia och familjen småharkrankar. Inga underarter finns listade i Catalogue of Life.